# Aegilops tauschii
Aegilops tauschii là một loài thực vật có hoa trong họ Hòa thảo. Loài này được Coss. mô tả khoa học đầu tiên năm 1849.

## Hình ảnh

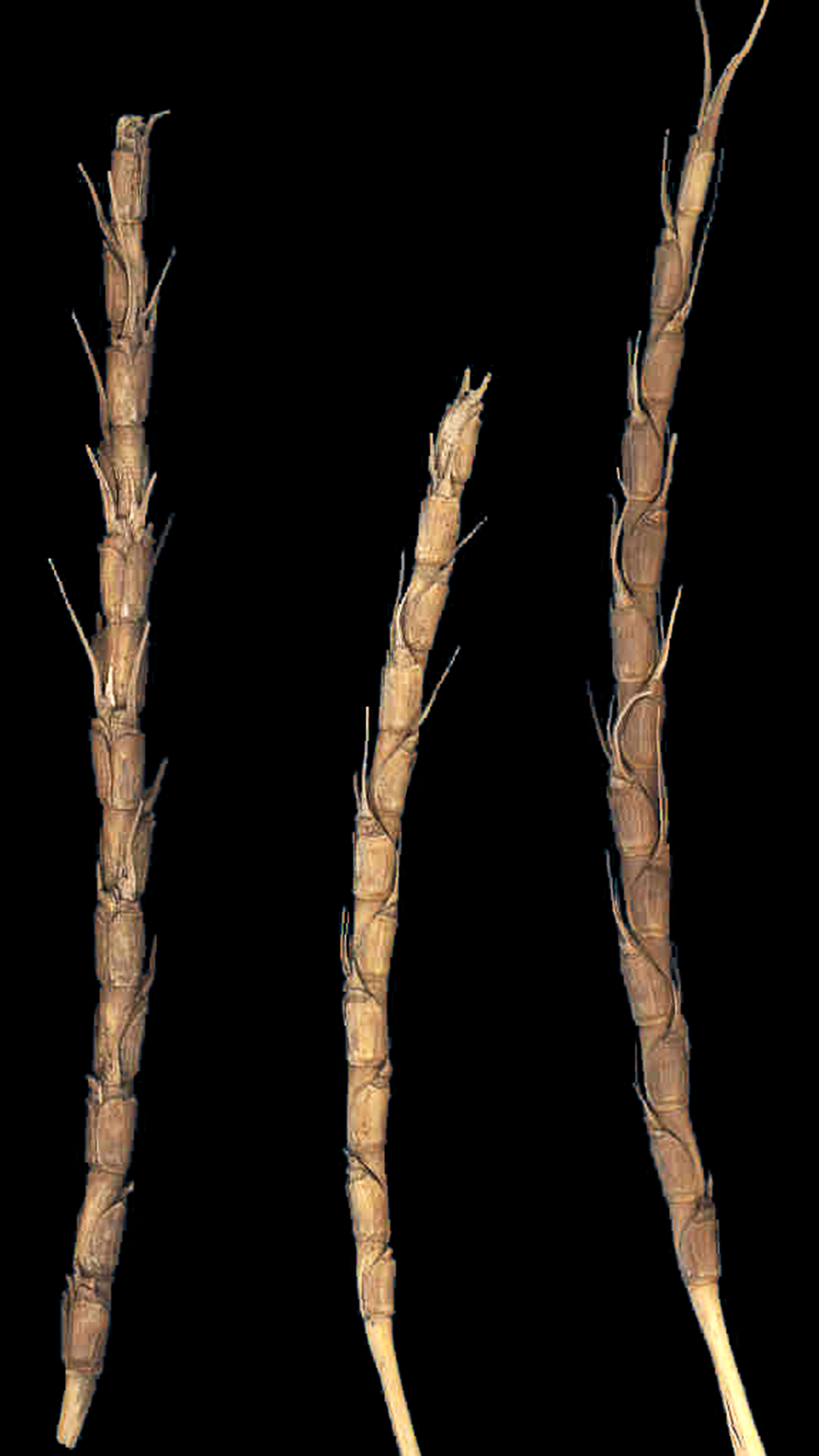
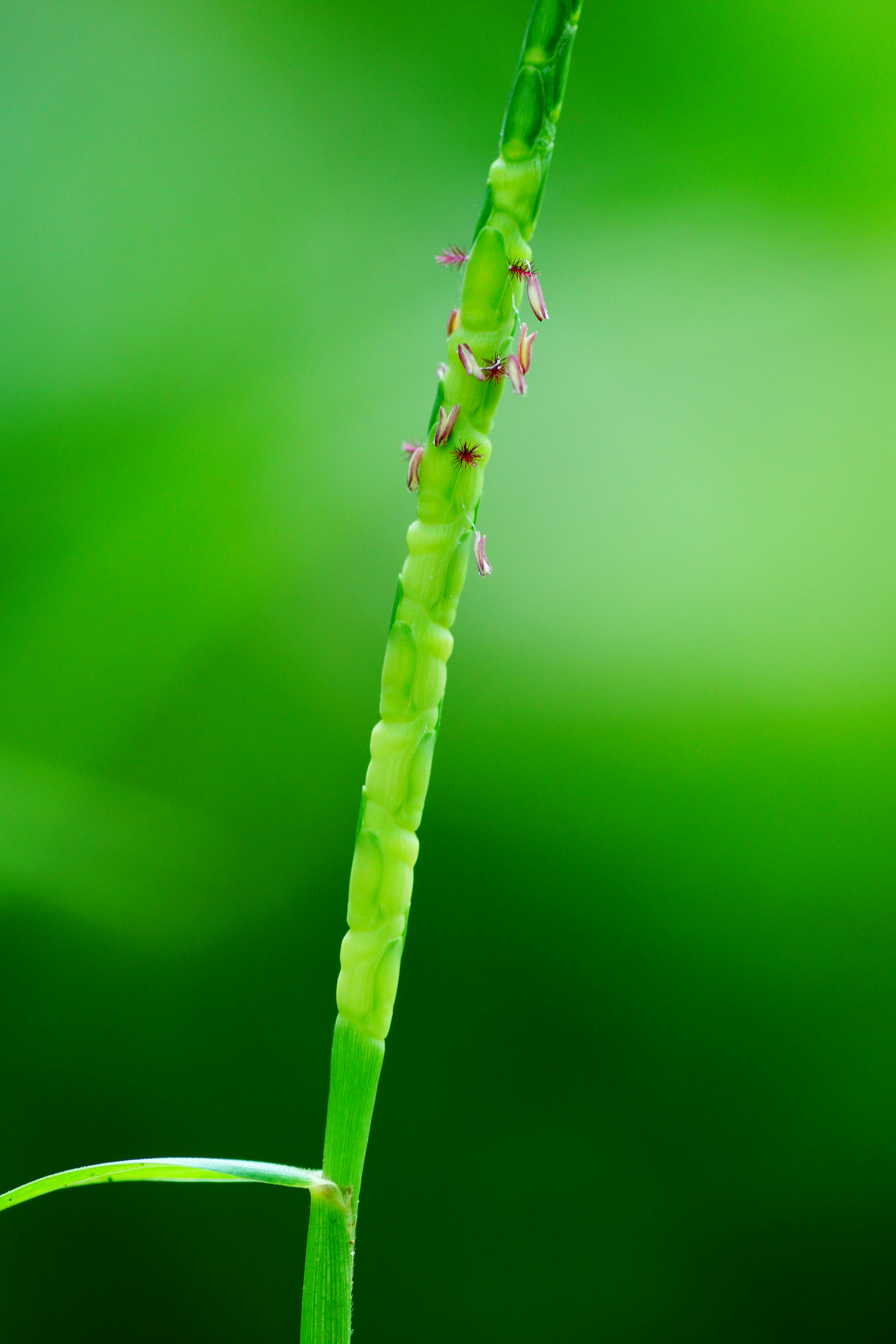
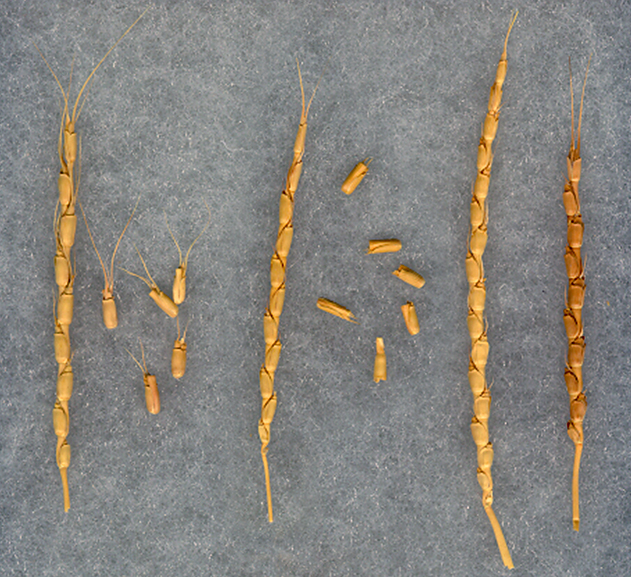